# 二宮正人
二宮 正人（にのみや まさと、1948年11月17日 - ）は、ブラジルの法学者、弁護士、翻訳家。サンパウロ大学法学部博士教授。専門は、比較法、国際法、日伯外交史、移民史。長野県上田市出身。

## 人物
ブラジル連邦共和国の弁護士（ブラジル弁護士会サンパウロ支部登録26565号）として、日本企業の法務に携わるほか、ブラジルと日本の両国の大学で教鞭をとる。留学先の東京大学大学院法学政治学研究科においては、高野雄一、池原季雄および星野英一にそれぞれ指導を受ける。
日系人の移民の歴史にも造詣が深く、また、日本の公人がブラジルを訪問した際、逆にブラジルの公人が日本を訪問した際の通訳を務める。
CIATE 国外就労者情報援護センター理事長、一般財団法人あしなが育英会賢人達人会メンバー、日本学術振興会（JSPS）顧問（サンパウロ海外アドバイザー）、国際協力機構（JICA）顧問を務める。

## 略歴[2]
- 1954年1月 - 家族とともにブラジルへ移住
- 1971年 - サンパウロ大学法学部卒業（法学士）
- 1972年 - サンパウロ大学文学部日本語ポルトガル語学科卒業（文学士）
- 1972年 - 東京大学大学院法学政治学研究科に、文部省国費留学生として国費留学。
- 1976年 - 東京大学大学院法学政治学研究科公法課程修了（法学修士）
- 1981年 - 東京大学大学院法学政治学研究科民刑事法博士課程修了（法学博士）
- 1984年 - サンパウロに法律事務所を開設
- 1986年 - ブラジル連邦共和国大統領府経済企画大臣補佐官（-1987年）
- 1989年 - ブラジル連邦共和国リオ・ブランコ国家勲章カバレイロ位
- 1989年 - サンパウロ大学法学部博士教授[6]
- 1990年 - ウジミナス製鉄会社監事（1990-2018年）
- 1992年 - 東京大学法学部比較法政国際センター客員教授（1992-2014年）
- 1991年 - ブラジル日本文化福祉協会副会長（1991-2002年）
- 1995年 - 慶応義塾大学法学部客員教授（-2003年）
- 1998年 - ブラジル連邦共和国リオ・ブランコ国家勲章オフィシアル位
- 1998年 - 日本国外務大臣表彰
- 1999年 - 新潟大学法学部客員教授（-2005年）
- 2000年 - サンパウロ州公証宣誓翻訳人兼商業通訳人登録
- 2001年 - サンパウロ州バンデランテス章
- 2009年 - サンパウロ大学哲学・文学・人文学部日本語・ポルトガル語学科博士教授[7]
- 2012年 - 日本国厚生労働大臣表彰
- 2013年 - 明治大学法学部客員教授（-2016年）
- 2013年 - 広島大学法学部客員教授[8]
- 2014年 - 立教大学ラテンアメリカ研究所客員教授（-2014年）
- 2015年 - 明治大学学長特任補佐
- 2019年11月 - 瑞宝中綬章受章[9]

## 団体歴[2]
- 1987年 - 伯日比較法学会研究・渉外担当理事（ ~2014年）・伯日比較法学会評議員[10]

- 1988年 - 社会福祉法人救済会顧問

- 1990年 - サンパウロ大学法学部国際法・比較法学科評議員

- 1991年 - ブラジル日本文化協会（現ブラジル日本文化福祉協会）副会長（ ~2002年）同評議員会役員[11]

- 1991年 - ブラジル日本移民史料館運営委員長（ ~2002年）

- 1992年 - 国外就労者情報援護センター（CIATE）理事長[12]

- 1993年 - ブラジル日本文化協会日本語講座校長（ ~2012年）

- 1999年 - 在日ブラジル商工会議所理事（ ~ 2001年）

- 2003年 - ブラジル日本商工会議所監事（ ~ 2003年12月）

- 2003年 - サンタクルス病院副理事長（ ~2006年、2019年~2021年）

- 2007年 - ブラジル日本交流協会会長（ ~2017年）名誉会長（2018年~）[13]

- 2008年 - サンパウロ大学日本国皇太子大学訪問歓迎委員長（ ~2008年）
- 2012年 - サンタクルス病院評議員会議長（ ~2018年）[14]同副議長（2021年~）

- 2012年 - サンパウロ大学法学部国際法・比較法学科副学（ ~2014年）文協評議員会副会長（ ~2018年）サンパウロ大学学長国際担当補佐（ ~2014年）

- 2015年 - ブラジル日本商工会議所監事（ ~2016年12月）

- 2015年 - 日本学術振興会中南米アドバイザー

- 2016年 - 国際協力機構インターナショナルアドバイザー委員会委員

- 2016年 - あしなが育英会賢人・達人会メンバー

- 2018年 - ブラジル日本文化協会支援及び指導高等審議委員[15]

- 2019年 - ブラジル日本商工会議所監事会議長

## 通訳歴
- 1965年－岩波映画訪伯のカステロ大統領及びグアナバラ州知事
- 1968年－千田正岩手県知事訪伯時のサンパウロ州フェルナンドポリス市市長及び同市議会議長
- 1976年－ガイゼル大統領訪日[16]
- 1978年－ブラジル日本移民70周年祭(皇太子同妃とガイゼル大統領、サンパウロ州知事及びパラナ州知事)[17]
- 1984年－フィゲイレード大統領訪日[18]
- 1988年－ブラジル日本移民80周年祭（秋篠宮文仁親王とサルネイ大統領）[17]
- 1990年－コーロル大統領訪日
- 1995年－日伯修好100周年記念行事(紀宮清子内親王とカルドーゾ大統領)[17]
- 1996年－カルドーゾ大統領訪日
- 1997年－天皇・皇后訪伯[17]
- 2005年－ルーラ大統領訪日時の経団連との会談
- 2008年－ブラジル日本移民100周年祭(皇太子とルーラ大統領)
- 2014年－ジウマ大統領（経団連首脳部訪伯の際）
- 2015年－秋篠宮文仁親王・同妃訪伯（テメル大統領との会談及びサンタクルス病院訪問）[14]
- 2016年－テメル大統領訪日[19]
- 2019年－ボルソナウロ大統領訪日(今上天皇即位式典参加時及び経団連との会談)

## 研究テーマ
- 比較法
- 国際私法

## 著書

### 単著
- 『国籍法における男女平等―比較法的一考察』（有斐閣, 1983年7月）[20]
- 『ブラジル』（海外職業訓練協会、2006年)[21]

### 共著
- 二宮正人、矢谷通朗編『ブラジル法要説―法令・判例へのアプローチ』アジア経済研究所, 1993年11月[22]
- 矢谷通朗,カズオ・ワタナベ,二宮正人編『ブラジル開発法の諸相』アジア経済研究所、1994年[23]
- 二宮正人,労働省職業安定局業務調整課編著『日本・ブラジル両国における日系人の労働と生活』日刊労働通信社、1994年
- 横田パウロ,二宮正人編訳『戦後の日伯経済関係』カレイドス社、1997年
- 大橋昌弘監修,二宮正人ほか編著『ブラジル』海外職業訓練協会、1997年
- 『日系人とグローバリゼーション : 北米, 南米, 日本』人文書院, 2002年
- 土肥セルジオ隆三 二宮正人著『ポ日英医学用語辞典』インテルクルトウラル、2011年
- 二宮正人,養老猛,三木卓,伊藤玄二郎編『JAPÃO MINI ENCICLOPÉDIA DO JAPÃO ポルトガル語版日本小百科』かまくら春秋社
- ヒサオ・アリタ、二宮正人、大嶽達哉『ブラジル知的財産法概説』信山社, 2015年9月[24]
- 二宮正人,永井康之共訳『1988年ブラジル連邦共和国憲法』インテルクルトゥラル、2019年

### 共編著
- ポ日法律用語集 森征一共著 有斐閣 2000年４月　[21]

## 受賞歴[2]
- 1989年－ブラジル連邦共和国リオ・ブランコ国家勲章カバレイロ位（通訳としての功績）

- 1996年－日本国労働大臣感謝状（国外就労者情報援護センター設立及び運営）

- 1998年－ブラジル連邦共和国リオ・ブランコ国家勲章オフィシアル位（国際法及び比較法の教授としての功績）

- 1998年－日本国外務大臣表彰（ブラジル国発展,在伯邦人の地位向上及び両国親善）

- 2000年－ブラジル日本文化福祉協会表彰状（移民史料館増床・戦後50年史展示場落成）

- 2001年－サンパウロ州バンデランテス章（チェテ川護岸浚渫工事）

- 2008年－ブラジル連邦共和国日本人ブラジル移民100年勲章（ブラジル国の発展及び日本人ブラジル移民の地位向上）

- 2008年－ブラジル弁護士会日本人ブラジル移民100年記念表彰（ブラジル日系コミュニティの発展とブラジル社会への統合）

- 2012年－日系三団体感謝状（就労援護活動を通した日伯両国の交流促進）

- 2012年－日本国厚生労働大臣表彰（日系人の就労適正化等厚生労働行政推進）

- 2014年－慶應義塾大学,サンパウロ大学表彰（両大学学術提携締結及び発展への寄与）

- 2014年－サンパウロ市名誉市民[25]

- 2015年－慶應義塾大学,サンパウロ大学表彰状（日伯修好120周年記念シンポジウム開催）

- 2016年－広島大学表彰状（両大学協定締結及び親善活動）
- 2018年－サンパウロ大学法学部,信州大学法学部表彰（日伯の法学分野の交流・発展に尽力）
- 2018年－日本人ブラジル移民100周年記念委員会,笠戸丸章（日系社会及びブラジル国の発展並びに日伯友好親善）